# Partito Comunista del Cile
Il Partito Comunista del Cile (in spagnolo Partido Comunista de Chile, PCCh) è un partito politico cileno che si definisce come un partito comunista di matrice operaia, contadina ed intellettuale. Nel 2021 ha fondato assieme al partito Convergencia Social la coalizione Apruebo Dignidad, di cui è membro di maggioranza. 
Tra i militanti più conosciuti del PCCh vi furono il fondatore Luis Emilio Recabarren, il poeta Pablo Neruda, il cantautore Víctor Jara e l'attivista Gladys Marín.

## Storia
Il 4 giugno 1912 venne fondato da Luis Emilio Recabarren il Partito Operaio Socialista, che venne poi ridenominato in "Partito Comunista" in occasione del III Congresso del partito nel 1922, quando si stabilì ufficialmente di aderire all'Internazionale Comunista. Nel 1956 entra a far parte della coalizione Frente de Acción Popular ed in seguito, nel 1969, nella Unidad Popular guidata da Salvador Allende. Dopo il golpe militare del 1973 il partito venne dichiarato illegale e i suoi membri e sostenitori vennero duramente perseguitati dal regime di Augusto Pinochet.
Il Partito Comunista dovette per tanto proseguire le proprie attività nella clandestinità fino al ritorno della democrazia nei primi anni novanta, ripresentandosi per la prima volta alle elezioni generali nel 1993, dove però non ottenne seggi.
Nel 2009, per la prima volta dopo 36 anni il Partito Comunista è tornato in Parlamento, eleggendo tre deputati, da allora il partito sta riacquisendo consensi.
Con oltre 47.000 iscritti al 2021 risulta essere il partito politico cileno col maggior numero di militanti.

## Ideologia
Il Partito Comunista del Cile fonda la sua linea politica, come enunciato nello statuto, sul pensiero di Marx, Engels, Lenin e Luis Emilio Recabarren. Altrettanta importanza è data al femminismo socialista, in una concezione emancipatoria ed anti patriarcale, all'avversione all'imperialismo. Viene data ulteriore importanza alla sovranità popolare e all'ambientalismo.

## Relazioni internazionali
Attualmente è membro dell'Incontro Internazionale dei Partiti Comunisti e Operai e del Forum di San Paolo. 

## Risultati elettorali

### Elezioni parlamentari
| Elezioni | Camera  | Camera      | Camera   | Senato  | Senato      | Senato |
| Elezioni | Voti    | Percentuale | Eletti   | Voti    | Percentuale | Eletti |
| -------- | ------- | ----------- | -------- | ------- | ----------- | ------ |
| 1918     | 1.548   | 0,64%       | 0 / 118  |         |             |        |
| 1921     | 4.814   | 2,16%       | 2 / 118  |         |             |        |
| 1924     | 1.212   | 0,49%       | 0 / 118  |         |             |        |
| 1937     | 17.162  | 4,16%       | 6 / 146  | 7.543   |             | 1 / 45 |
| 1941     | 53.144  | 11,80%      | 16 / 147 | 28.449  | 12,18%      | 4 / 45 |
| 1945     | 46.133  | 10,18%      | 15 / 147 |         |             | 5 / 45 |
| 1949     | 5.721   | 1,25%       | 1 / 147  |         |             |        |
| 1953     | 38.371  | 4,93%       | 2 / 147  |         |             |        |
| 1961     | 157.572 | 11,76%      | 16 / 147 | 74.838  | 12,21%      | 5 / 45 |
| 1965     | 290.635 | 12,73%      | 18 / 147 | 142.088 | 10,73%      | 4 / 45 |
| 1969     | 383.049 | 16,60%      | 22 / 150 | 181.488 | 18,04%      | 6 / 50 |
| 1973     | 593.738 | 16,36%      | 25 / 150 | 380.460 | 17,29%      | 9 / 50 |
| 1993     | 336.034 | 4,99%       | 0 / 120  | 65.063  | 3,47%       | 0 / 38 |
| 1997     | 398.558 | 6,88%       | 0 / 120  | 357.825 | 8,44%       | 0 / 38 |
| 2001     | 320.688 | 5,22%       | 0 / 120  | 45.735  | 2,64%       | 0 / 38 |
| 2005     | 339.547 | 5,14%       | 0 / 120  | 104.687 | 2,19%       | 0 / 38 |
| 2009     | 132.305 | 2,02%       | 3 / 120  | -       | 0,00%       | 0 / 38 |
| 2013     | 255.242 | 4,11%       | 6 / 120  | 6.423   | 0,14%       | 0 / 38 |
| 2017     | 274.935 | 4,58%       | 8 / 155  | 20.217  | 1,21%       | 0 / 43 |
| 2021     | 464.885 | 7,35%       | 12 / 155 | 335.673 | 7,21%       | 2 / 43 |

### Elezioni assemblee costituenti
| Elezioni | Voti    | Percentuale | Eletti  |
| -------- | ------- | ----------- | ------- |
| 2021     | 284.924 | 4,99%       | 7 / 155 |
| 2023     | 791.533 | 8,08%       | 2 / 50  |

## Organizzazione
La massima carica dirigenziale del partito dalla sua fondazione fino al XXII Congresso Nazionale, tenutosi nel 2002, era quella del Segretario generale. 
La riforma dello statuto del XXII Congresso creerà invece la figura del Presidente di partito. 
Pertanto, la direzione nazionale del partito è composta dal Comitato Centrale (eletto dal Congresso Nazionale) che a sua volta elegge il Presidente, il Segretario generale, la Commissione Politica e il Segretariato.

### Segretari generali
- Ramon Sepulveda Leal (1922-1924)
- Luis Gonzales (1924-1924)
- Galvarino Gil (1924-1925)
- Maclovio Galdames (1925-1926)
- José Santos Zavala (1927-1927)
- Isaias Iriarte (1927-1929)
- Carlos Contreras Labarca (1931-1946)
- Ricardo Fonseca (1946-1949)
- Galo González (1949-1958)
- Luis Corvalán (1958-1990)
- Volodia Teitelboim (1990-1994)
- Gladys Marín (1994-2002)
- Guillermo Teillier (2002-2005)
- Lautaro Carmona Soto (2005-presente)

### Presidenti
- Gladys Marin (2002-2005)
- Guillermo Teillier (2005-presente)